# Пилат и другие
«Пилат и другие» (нем. Pilatus und Andere, Ein Film für Karfreitag) — фильм польского режиссёра Анджея Вайды по мотивам «библейских» сцен романа Михаила Булгакова «Мастер и Маргарита», снятый для Второго канала телевидения Германии.

## В ролях
- Войцех Пшоняк — Иешуа Га-Ноцри
- Ян Кречмар[пол.] — Понтий Пилат
- Даниэль Ольбрыхский — Матфей
- Анджей Лапицкий — Афраний
- Марек Перепечко — Марк Крысобой
- Владек Шейбал[пол.] — Каифа
- Ежи Зельник — Иуда Искариот
- Анджей Вайда — репортёр
- Францишек Печка — голос барана

## Факты
- Внимание режиссёра в фильме привлек новозаветный пласт романа Михаила Булгакова (московские главы романа остались за его рамками). В экранизации присутствует только линия Пилата и Иешуа Га-Ноцри. При этом действие перенесено в современность. Фильм содержит сценарные находки, среди которых Левий Матфей — современный тележурналист, готовящий репортаж с Голгофы, а Иуда Искариот доносит на Иешуа по телефону-автомату (когда он кладёт трубку, из автомата выпадают тридцать сребреников).
- Свой крестный путь Иешуа проходит по улицам Франкфурта-на-Майне.
- Премьера картины в ФРГ состоялась 29 марта 1972 года в канун Пасхи, получив таким образом подзаголовок «Фильм на Страстную пятницу».
- В фильме использована музыка из «Страстей по Матфею» Иоганна Себастьяна Баха.